# انسداد تاجي
الانسداد التاجي هو انسداد جزئي أو كامل لتدفق الدم في الشريان التاجي. قد تُسبب هذه الحالة نوبة قلبية.
يسبب انسداد الشريان التاجي لدى بعض المرضى ألمًا خفيفًا أو ضيقًا أو انزعاجًا غامضًا يمكن تجاهله؛ غير أنّ عضلة القلب أي النسيج العضلي للقلب، قد يتضرر.[بحاجة لمصدر]
وفقًا لكتاب نيكولاس وألكسندرا:سقوط سلالة رومانوف [الإنجليزية] لروبرت ك.ماسي [الإنجليزية]، رُبما عانى القيصر نيقولا الثاني من انسداد في الشريان التاجي قبل الإطاحة به من عرشه خلال الثورة الروسية سنة 1917.